# Meux (Oise)
Meux – miejscowość i gmina we Francji, w regionie Hauts-de-France, w departamencie Oise.
Według danych na rok 1990 gminę zamieszkiwało 1471 osób, a gęstość zaludnienia wynosiła 189 osób/km² (wśród 2293 gmin Pikardii Meux plasuje się na 191. miejscu pod względem liczby ludności, natomiast pod względem powierzchni na miejscu 623.).